# Angelia (mitologia)
Nella mitologia greca, Angelia (in greco:Ἀγγελία), figlia di Ermes era lo spirito di messaggi, notizie e proclami.